# ويد باريت (لاعب كرة قدم)
ويد باريت (بالإنجليزية: Wade Barrett)‏ (23 يونيو 1976 في الولايات المتحدة - ) هو لاعب كرة قدم أمريكي في مركز الدفاع. شارك مع منتخب الولايات المتحدة لكرة القدم. أما مع النوادي، فقد لعب مع آرهوس جمناستيك فورينينغ وسان خوسيه إيرثكويكس ونادي فريدريكستاد وهيوستن دينامو وSan Francisco Seals (soccer) ‏.

## وصلات خارجية
- ويد باريت على موقع الدوري الأمريكي (الإنجليزية)
- ويد باريت على موقع قاعدة بيانات كرة القدم.إي يو (الإنجليزية)
- ويد باريت على موقع ناشيونال فوتبول تيمز (الإنجليزية)